# Univariate Wahrscheinlichkeitsverteilung
|  | Dieser Artikel wurde auf der Qualitätssicherungsseite des Portals Mathematik eingetragen. Dies geschieht, um die Qualität der Artikel aus dem Themengebiet Mathematik auf ein akzeptables Niveau zu bringen. Bitte hilf mit, die Mängel dieses Artikels zu beseitigen, und beteilige dich bitte an der Diskussion! (Artikel eintragen) |

Die univariaten (Wahrscheinlichkeits-)Verteilungen sind in der Stochastik die größte und am häufigsten anzutreffende Klasse von Wahrscheinlichkeitsverteilungen. Es handelt sich bei den univariaten Wahrscheinlichkeitsverteilungen um diejenigen Verteilungen, die auf den reellen Zahlen definiert werden können. Die Bezeichnung univariat bezieht sich darauf, dass nur ein Merkmal beschrieben wird. Höherdimensionale Pendants bilden die multivariaten Verteilungen und die matrixvariaten Wahrscheinlichkeitsverteilungen, bei denen mehrere Merkmale gleichzeitig untersucht werden.

## Definition
Eine Wahrscheinlichkeitsverteilung heißt eine univariate Wahrscheinlichkeitsverteilung, wenn sie auf einem eindimensionalen Ergebnisraum definiert ist.
In den meisten Fällen handelt es sich dabei um die natürlichen Zahlen {\displaystyle \mathbb {N} } (versehen mit der Potenzmenge als σ-Algebra) oder um die reellen Zahlen {\displaystyle \mathbb {R} } (versehen mit der Borelschen σ-Algebra {\displaystyle {\mathcal {B}}(\mathbb {R} )}).

## Beispiele
Die meisten der gängigen Wahrscheinlichkeitsverteilungen sind univariat, viele finden sich zum Beispiel in der Liste univariater Wahrscheinlichkeitsverteilungen. Sie treten als Verteilungen von reellwertigen Zufallsvariablen auf.
Einige Beispiele sind:
- die Bernoulli-Verteilung, definiert auf {\displaystyle \{0,1\}} und somit auch auf {\displaystyle \mathbb {N} } definiert
- die Binomialverteilung, definiert auf {\displaystyle \{0,1,2,\dots ,n\}} und somit auch auf {\displaystyle \mathbb {N} } definiert.
- die auf den natürlichen Zahlen definierte Poisson-Verteilung
- die auf dem Intervall {\displaystyle [0,+\infty )} definierte Exponentialverteilung.

## Abgrenzung
Vorsicht ist geboten, wenn eine Verteilung noch durch gewisse Formparameter näher bestimmt wird, wie dies bei der Normalverteilung der Fall ist: Sie besitzt die beiden Formparameter {\displaystyle \mu \in \mathbb {R} ,\,\sigma ^{2}>0}. Dass zwei dieser Parameter vorhanden sind, hat keinerlei Einfluss darauf, ob die Verteilung univariat ist oder nicht. Lediglich die Dimension des zugrunde liegenden Raumes (in diesem Beispiel {\displaystyle \mathbb {R} }) ist relevant.
Ebenso problematisch sind allgemein gehaltene Mengen, beispielsweise
{\displaystyle M:=\{\operatorname {Kopf} ,\operatorname {Zahl} ,\operatorname {Pferd} \}},
da hier nicht klar ist, was genau die Dimension des Grundraumes ist. Erst nach Codierung (Kopf=1, Zahl=2, Pferd=3) und Einbettung beispielsweise in die natürlichen Zahlen kann hier sinnvoll von einer univariaten Wahrscheinlichkeitsverteilung gesprochen werden.

## Verallgemeinerungen
Typische Verallgemeinerung von univariaten Wahrscheinlichkeitsverteilungen sind die multivariaten Verteilungen, sie sind auf einem n-dimensionalen Grundraum definiert, meist dem {\displaystyle \mathbb {R} ^{n}}. Typische Beispiele sind die Multinomialverteilung und die mehrdimensionale Normalverteilung.
Eine weitere Verallgemeinerung sind die matrixvariaten Wahrscheinlichkeitsverteilungen, sie treten als Verteilung einer Matrix-wertigen Zufallsvariable auf. Beispiel ist die Wishart-Verteilung.